# Asociația Europeană de Atletism
Asociația Europeană de Atletism (engleză European Athletic Association) este entitatea europeană care coordonează atletismul în Europa.

## Istoric

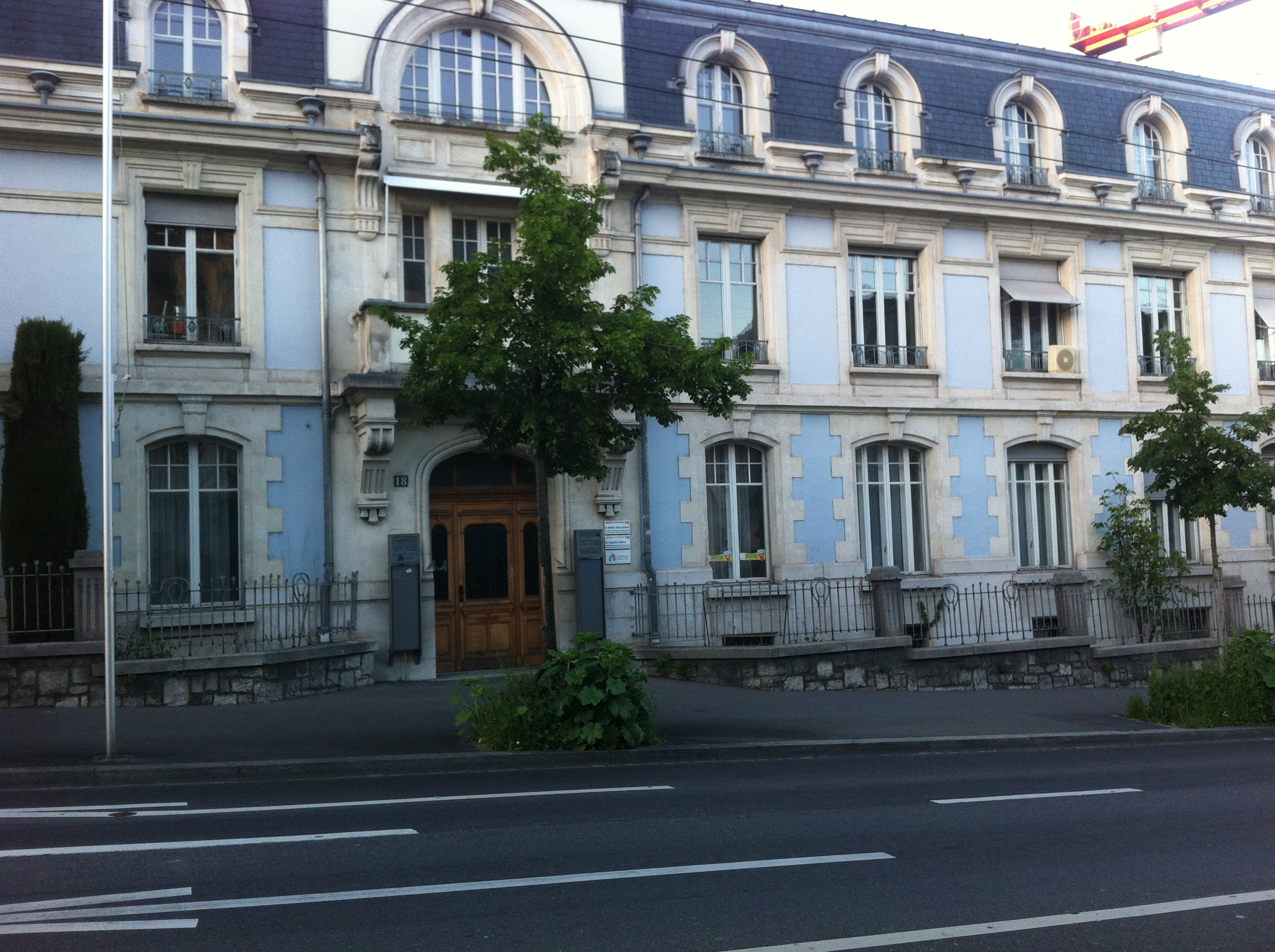
Sediu

Asociația este cunoscută mai ales sub numele din limba engleză, European Athletic Association (EAA). A fost înființat în anul 1969. În 2004 s-a mutat de la Darmstadt, Germania, la Lausanne, Elveția.

## Președinți
| Adriaan Paulen       | Țările de Jos | 1969–1976 |
| Arthur Gold          | Regatul Unit  | 1976–1987 |
| Carl-Olaf Homen      | Finlanda      | 1987–1999 |
| Hansjörg Wirz        | Elveția       | 1999–2015 |
| Svein Arne Hansen    | Norvegia      | 2015–2020 |
| Dobromir Karamarinov | Bulgaria      | 2020–     |

## Membri asociației
| Nation                | Organisation |
| --------------------- | --- |
| Albania               | Federata Shqiptare e Atletikes                                                                                     |
| Andorra               | Federació Andorrana d'Atletisme                                                                                    |
| Armenia               | Armenian Athletic Federation                                                                                       |
| Austria               | Österreichischer Leichtathletik-Verband                                                                            |
| Azerbaidjan           | Azerbaijan Athletics Federation                                                                                    |
| Belarus               | Belarus Athletic Federation                                                                                        |
| Belgia                | Ligue Royale Belge d'Athlétisme Flemish Athletics Liga (Vlaamse Atletiekliga) Ligue Belge Francophone d'Athlétisme |
| Bosnia și Herțegovina | Athletic Federation of Bosnia and Herzegovina                                                                      |
| Bulgaria              | Bulgarian Athletic Federation                                                                                      |
| Croația               | Hrvatski Atletski Savez                                                                                            |
| Cipru                 | The Amateur Athletic Association of Cyprus                                                                         |
| Cehia                 | Český atletický svaz                                                                                               |
| Danemarca             | Dansk Atletik Forbund                                                                                              |
| Estonia               | Eesti Kergejõustikuliit                                                                                            |
| Finlanda              | Suomen Urheiluliitto - Finlands Friidrottsförbund                                                                  |
| Franța                | Fédération Française d'Athlétisme                                                                                  |
| Georgia               | Athletic Federation of Georgia                                                                                     |
| Germania              | Deutscher Leichtathletik-Verband                                                                                   |
| Gibraltar             | Gibraltar Amateur Athletic Association                                                                             |
| Marea Britanie        | UK Athletics |
| Grecia                | Hellenic Amateur Athletic Association                                                                              |
| Ungaria               | Magyar Atlétikai Szövetség                                                                                         |
| Islanda               | Frjálsíþróttasamband Íslands                                                                                       |
| Irlanda               | Athletics Ireland                                                                                                  |
| Israel                | Israeli Athletic Association                                                                                       |
| Italia                | Federazione Italiana di Atletica Leggera                                                                           |
| Letonia               | Latvijas Vieglatlētikas Savienība                                                                                  |
| Liechtenstein         | Liechtensteiner Turn- und Leichtathletik-Verband                                                                   |
| Lituania              | Lietuvos lengvosios atletikos federacija                                                                           |
| Luxemburg             | Fédération Luxembourgeoise d'Athlétisme                                                                            |
| Macedonia de Nord     | Atletska Federacija na Makedonija                                                                                  |
| Malta                 | Malta Amateur Athletic Association                                                                                 |
| Republica Moldova     | Federația de Atletism din Republica Moldova                                                                        |
| Monaco                | Fédération Monégasque d'Athlétisme                                                                                 |
| Muntenegru            | Athletic Federation of Montenegro                                                                                  |
| Țările de Jos         | Koninklijke Nederlandse Atletiek Unie                                                                              |
| Norvegia              | Norges Fri-Idrettsforbund                                                                                          |
| Polonia               | Polski Zwiazek Lekkiej Atletyki                                                                                    |
| Portugalia            | Federação Portuguesa de Atletismo                                                                                  |
| România               | Federația Română de Atletism                                                                                       |
| Rusia                 | All-Russia Athletic Federation                                                                                     |
| San Marino            | Federazione Sammarinese Atletica Leggera                                                                           |
| Serbia                | Atletski Savez Srbije                                                                                              |
| Slovak Republic       | Slovenský atletický zväz                                                                                           |
| Slovenia              | Atletska Zveza Slovenije                                                                                           |
| Spania                | Real Federación Española de Atletismo                                                                              |
| Suedia                | Svenska Friidrottsförbundet                                                                                        |
| Elveția               | Schweizerischer Leichtathletik-Verband                                                                             |
| Turcia                | Türkiye Atletizm Federasyonu                                                                                       |
| Ucraina               | Ukrainian Athletic Federation                                                                                      |

## Categorii de vârstă
- Senior (atleți cu vârsta de peste 23 de ani)
- Under 23 (athletes aged from 20 to 22 years on 31 December of the year of the competition)[4]
- Junior (athletes aged from 16 to 19 years on 31 December of the year of the competition)[5]

## Competiții

### Campionate
- Campionatele Europene de Atletism în sală
- Campionatele Europene de Cros
- Campionatele Europene de Atletism pe echipe
- Campionatele Europene de alergare montană
- Cupa Europei la aruncări

- Campionatele Europene de Atletism de Tineret
- Campionatele Europene de Atletism de Juniori
- Campionatele Europene de Atletism de Cadeți

## Legăturie externe
Materiale media legate de Asociația Europeană de Atletism la Wikimedia Commons
- en  Site web oficial
- European Athletics Events